# 整備群 (航空救難団)
航空救難団整備群（こうくうきゅうなんだんせいびぐん）は、小牧基地に所在する航空救難団隷下の部隊である。

## 概要
航空救難団飛行群隷下の部隊（10個救難隊、4個ヘリコプター空輸隊。但し那覇基地所在機を除く）および飛行点検隊に配備されている航空機の整備・定期検査を任務とし、必要に応じて各部隊への整備員の派遣を実施している。またUH-60J、U-125の整備員の養成も実施している。

## 沿革
- 1971年（昭和46年）03月01日： 航空救難群を航空救難団に改称、小牧基地において整備群新編

## 部隊編成
- 群本部
- 検査隊
- 装備隊
- 修理隊

## 主要幹部
| 官職名               | 階級    | 氏名     | 補職発令日     | 前職                             |
| -------------------- | ------- | -------- | -------------- | -------------------------------- |
| 航空救難団整備群司令 | 1等空佐 | 湯川秀人 | 2023年11月06日 | 航空自衛隊補給本部計画部整備課長 |

| 代 | 氏名       | 在職期間                        | 前職                                       | 後職                                          |
| -- | ---------- | ------------------------------- | ------------------------------------------ | --------------------------------------------- |
|    | 山崎辰哉   | 1971年03月01日 - 1973年02月15日 | 航空救難群勤務                             | 航空自衛隊第1術科学校第1教育部長              |
|    | 武信龍造   | 1973年02月16日 - 1974年04月30日 | 統合幕僚学校学校教官                       | 航空自衛隊第1補給処資材計画部長               |
|    | 甲斐啓一   | 1974年05月01日 - 1975年08月15日 | 第7航空団司令部装備部長                    | 航空自衛隊第1補給処資材計画部長               |
|    | 佐久間俊治 | 0000年00月00日 - 1977年07月31日 |                                            | 航空自衛隊第1術科学校第3教育部長              |
|    | 真子弘     | 0000年00月00日 - 1979年03月15日 |                                            | 航空総隊司令部装備部計画班長                  |
|    |            | 0000年00月00日 - 0000年00月00日 |                                            |                                               |
|    | 村田清昭   | 0000年00月00日 - 1982年06月30日 |                                            | 航空実験団整備群司令                          |
|    | 小林泰義   | 1982年07月01日 - 1985年04月15日 | 調達実施本部名古屋支部検査第2課 主任検査官 | 調達実施本部名古屋支部検査第1課長             |
|    | 中田健     | 1985年04月16日 - 1987年03月09日 | 海上自衛隊第1術科学校教務課長              | 航空自衛隊幹部候補生学校総務課長              |
|    | 岡部輝生   | 1987年03月10日 - 1988年03月15日 | 航空幕僚監部技術部技術第1課 計画班長       | 航空幕僚監部監理部総務課長                    |
|    | 永野章     | 1988年03月16日 - 1989年01月31日 | 航空幕僚監部装備部装備課調整班長           | 航空自衛隊補給本部付                          |
|    | 倉掛正徳   | 1989年02月01日 - 1991年03月15日 | 第1輸送航空隊整備群司令                    | 航空開発実験集団司令部装備課長                |
|    | 佐竹祐二   | 1991年03月16日 - 1992年08月02日 | 航空幕僚監部装備部整備課計画班長           | 第4航空団整備補給群司令                       |
|    | 茶木哲義   | 1992年0月803日 - 1994年06月30日 | 航空幕僚監部監理部会計課予算班長           | 航空幕僚監部人事教育部補任課長                |
|    | 林富士夫   | 1994年07月01日 - 1996年06月30日 | 航空幕僚監部技術部技術第2課 航空班長       | 航空幕僚監部技術部技術第1課長                 |
|    | 小宮克美   | 1996年07月01日 - 0000年00月00日 | 航空幕僚監部技術部技術第2課 航空班長       |                                               |
|    |            | 0000年00月00日 - 0000年00月00日 |                                            |                                               |
|    | 田中仁志   | 0000年00月00日 - 2000年03月31日 |                                            | 航空幕僚監部装備部補給課長                    |
|    | 上野一哉   | 2000年04月01日 - 2001年07月31日 | 航空自衛隊幹部学校勤務                     | 航空幕僚監部人事教育部厚生課 給与室長         |
|    | 古澤久     | 2001年08月01日 - 2003年07月31日 | 航空自衛隊幹部候補生学校総務課長           | 航空自衛隊第1補給処東京支処長 兼 十条基地司令 |
|    | 杉山秀行   | 2003年08月01日 - 0000年00月00日 | 航空開発実験集団司令部研究開発部 研究課長  |                                               |
|    |            | 0000年00月00日 - 0000年00月00日 |                                            |                                               |
|    | 橋本尚典   | 0000年00月00日 - 2007年03月27日 |                                            | 航空幕僚監部人事教育部援護業務課長            |
|    | 松谷淳一   | 2007年03月28日 - 2009年03月23日 | 航空幕僚監部装備部装備課装備調整官         | 統合幕僚監部総務部人事教育課長                |
|    | 佐野佳幸   | 2009年03月24日 - 2010年03月31日 | 航空幕僚監部装備部整備課計画班長           | 航空幕僚監部装備部整備課長                    |
|    | 大岩卓弥   | 2010年04月01日 - 2012年03月31日 | 航空幕僚監部防衛部勤務                     | 航空幕僚監部防衛部勤務                        |
|    | 樋山謙一郎 | 2012年04月01日 - 2013年11月30日 | 航空幕僚監部人事教育部 援護業務課勤務      | 航空幕僚監部装備部整備課長                    |
|    | 植村茂己   | 2013年12月01日 - 2016年07月30日 | 第1輸送航空隊整備補給群司令                | 自衛隊宮崎地方協力本部長                      |
|    | 高橋康仁   | 2016年07月31日 - 2017年07月31日 | 航空幕僚監部副監察官                       | 飛行開発実験団整備群司令                      |
|    | 岡本英樹   | 2017年08月01日 -                | 航空総隊司令部装備部整備課長               |                                               |